# Bagad Cap Caval
Pour les articles homonymes, voir Cap Caval.
Le Bagad Cap Caval est un bagad originaire du Pays Bigouden (dont l'ancien nom est Cap Caval), créé à Plomeur en 1984 par Denis Daniel. Il est surnommé « l'ensemble aux dahlias » en raison de la fleur rouge, orange et jaune que les musiciens peuvent porter sur leurs gilets.
L'ensemble comporte aussi deux « bagad école », le Bagadig Cap Caval et le Yaouankiz Cap Caval, ainsi qu'un pipe band. Ce dernier, après avoir été champion du monde de Grade 2 en 2008, évolue en première catégorie du championnat qui se déroule à Glasgow.
Le Bagad Cap Caval accède à la première catégorie en 1995. Depuis 2002, il est classé dans le top 5 de la première catégorie et devient champion de Bretagne en 2008, 2009, 2010, 2015, 2016 et 2017 lors du championnat des bagadoù, et à nouveau en 2019 et 2023.
Dans ses productions musicales, il effectue une ouverture vers d'autres courants, comme le jazz ou d'autres musiques du monde, depuis l'arrivée du percussionniste Dominique Molard et de la collaboration avec le groupe celto-berbère Taÿfa. Il a également travaillé avec d'autres ensembles celtiques, en premier lieu le cercle celtique de Pont-l'Abbé mais aussi un pipe band d'Écosse. Le groupe a par ailleurs publié une dizaine d'albums.

## Histoire
Le Bagad Cap Caval est créé en 1984 à l’initiative de Denis Daniel. Il est entouré de jeunes de Plomeur et des communes environnantes qui souhaitent créer un bagad dans ce bourg bigouden qui les a vus grandir. Cap Caval, l’ancien nom du Pays Bigouden, vient d’être remis à l’honneur par la revue éponyme dont le premier numéro sort en décembre 1983. Dès sa création, le bagad adhère à la fédération des sonneurs Bodadeg ar Sonerion (BAS). Une école de musique est créée au sein du bagad afin d'assurer le recrutement et la formation musicale des sonneurs et de participer dès que possible aux concours organisés par BAS. Denis Daniel, élu président et penn-soner (chef d'orchestre / directeur musical) est déjà un sonneur de cornemuse très expérimenté.

### Les premiers concours et la formation

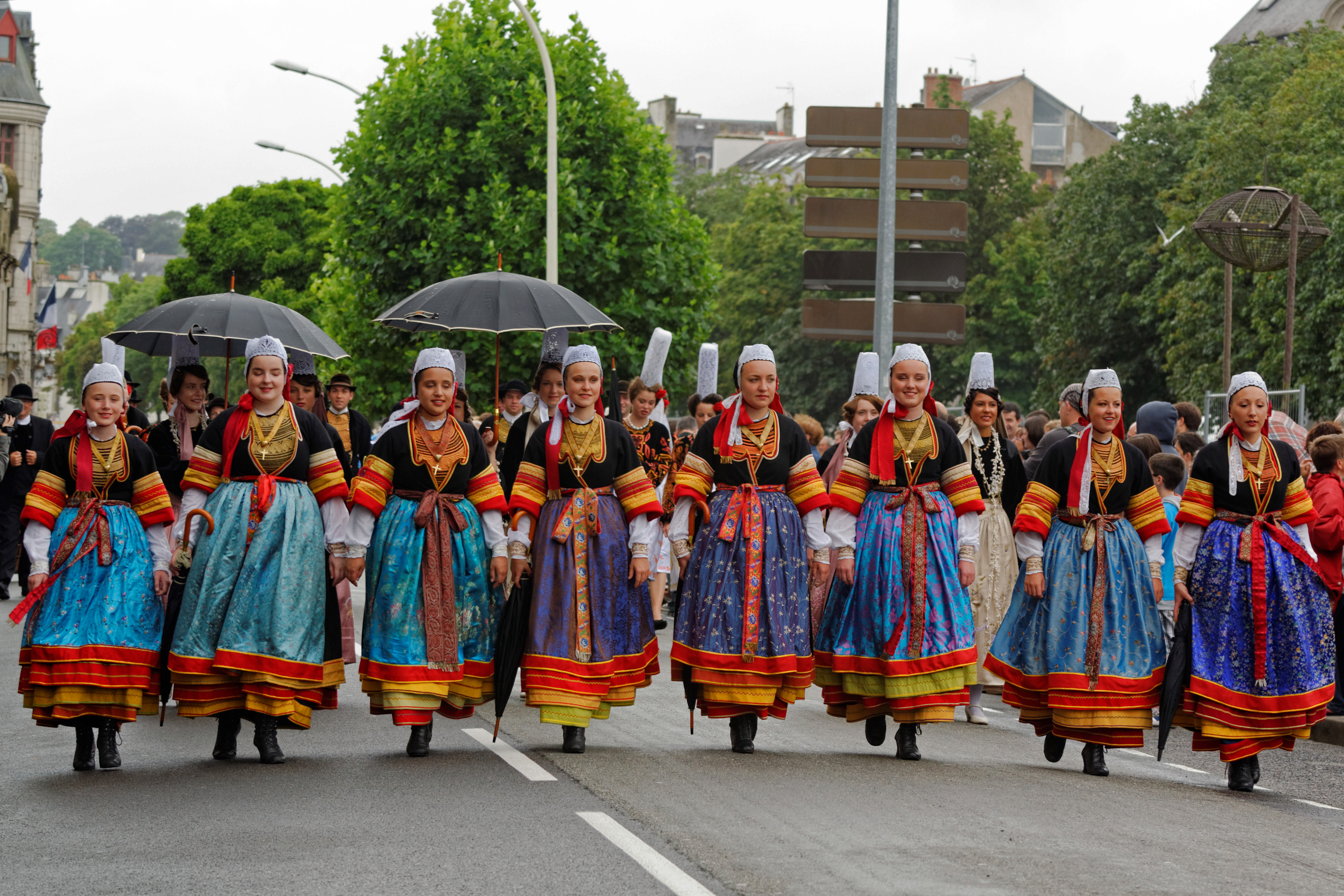
Le cercle Ar Vro Vigoudenn en 2013.

Le Bagad Cap Caval se présente en mai 1985 au concours départemental de quatrième catégorie organisé à Quimper par Bodadeg Ar Sonerion Penn ar Bed (B.A.S. 29). En remportant la finale de Lorient, il accède à la troisième catégorie du championnat national des bagadoù. L'année suivante, le bagad remporte le concours de troisième catégorie. En 1987, il concourt en seconde catégorie et se classe à la deuxième place. Dès l'origine, l'exigence de musicalité imposée par Denis Daniel au pupitre cornemuses s'impose également à l'ensemble de la formation et rapidement une cohérence et une assurance musicale s'installent. Parallèlement, le bagad se produit très fréquemment dans le Pays bigouden et au-delà. Dès 1985, il accompagne le cercle celtique Ar Vro Vigoudenn de Pont-l'Abbé, en août au Festival de Dijon.
Cette progression rapide est stoppée à l'automne 1987 par le départ, pour raisons familiales, professionnelles ou scolaires, d'une partie du noyau dur des membres fondateurs. Denis Daniel se met en retrait pour se consacrer exclusivement à ses études de droit, confiant la direction du pupitre cornemuses à sa sœur Françoise. Il est décidé alors, afin d'intégrer dans les rangs du bagad les élèves de l'école de musique et de pérenniser ainsi la jeune association, de se présenter en 1988 à nouveau en quatrième catégorie. En 1989, sous la direction de Françoise Daniel, il obtient la deuxième place et accède à la troisième catégorie. Pendant ces années, le recrutement est constant et l'école de musique performante : elle assure la formation d'une nouvelle génération de musiciens, celle qui permettra au bagad de remporter en 1994 le championnat de troisième catégorie, avec, à la clé, le retour à la seconde catégorie.

### Les premiers pas dans l’élite des bagadoù

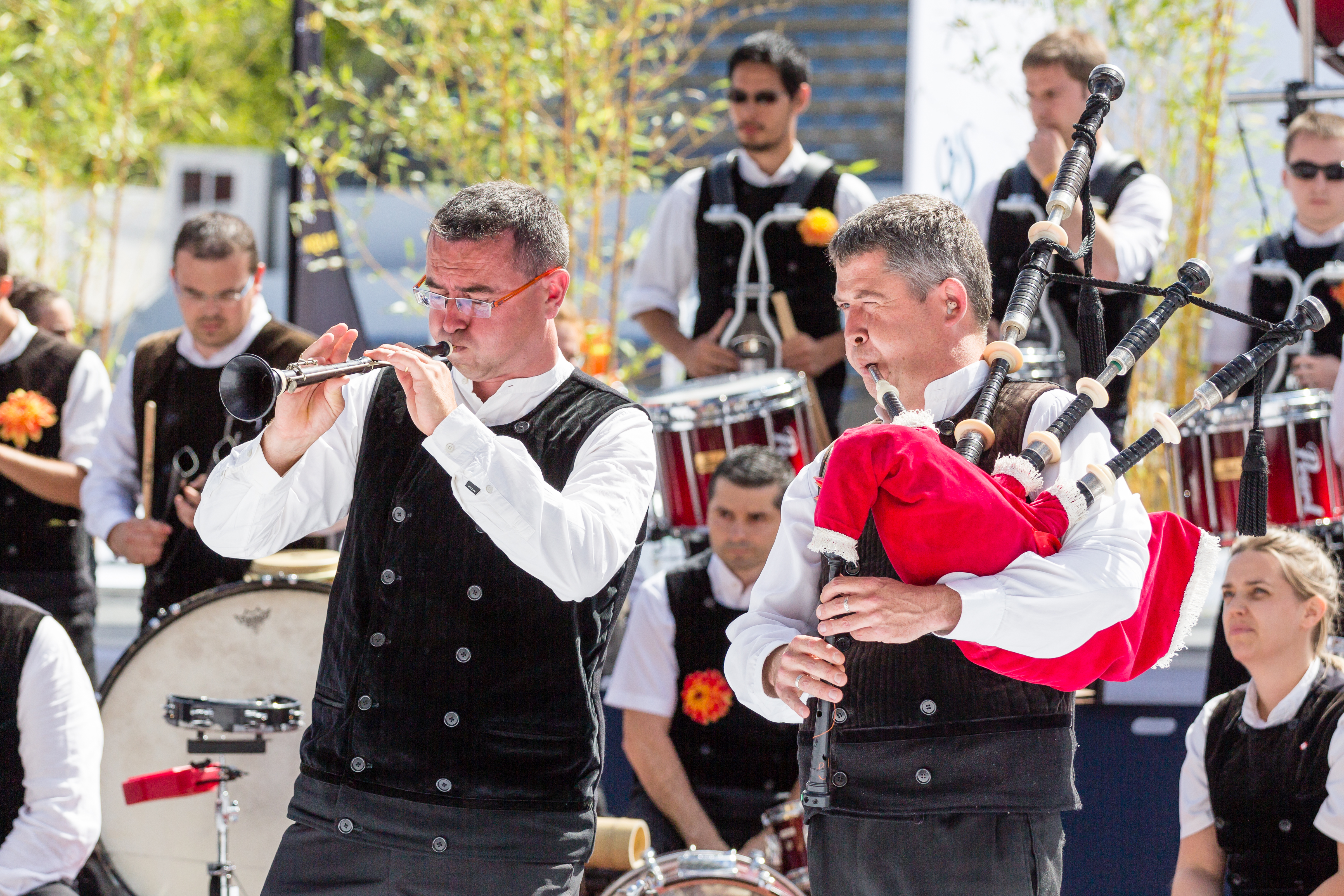
Tangi Sicard et Hervé Le Floc'h, une fusion bombardes/cornemuses.

En 1992, Hervé Le Floc'h fait la connaissance de Tangi Sicard sur les bancs de l'université de Brest. Tangi a commencé la bombarde au bagad Saint-Patrick de Quimper et intégré en 1989 le Bagad Bleimor dirigé par son père Youenn. Il propose son expertise pour la préparation du pupitre bombardes et se lie d'amitié avec les membres du bagad avec lesquels il partage rapidement les objectifs musicaux. À l'automne 1994, il intègre le bagad pour assurer la direction du pupitre bombardes et, progressivement, la direction musicale de l'ensemble. Il y rejoint son frère Kenan, son oncle Ronan et son cousin Gurvan qui ont tous trois pris place dans le pupitre caisse-claires un an auparavant,.
Le bagad concourt en seconde catégorie en 1995, prenant la deuxième place ; il accède pour la première fois à la première catégorie qu'il ne quittera plus. Pour autant, l’enjeu est important : cette catégorie, forte d'une quinzaine de bagadoù, est dominée par des ensembles expérimentés et talentueux. Au-delà de la nécessaire performance technique, elle exige de présenter des suites musicales très convaincantes sur le plan de la conception, de l'écriture, de l'harmonisation et de la parfaite intégration des pupitres. Le Bagad Cap Caval doit donc apprendre et progresser sur ce terrain. De 1996 à 2003, il occupe le milieu du classement du championnat : de la quatrième à la huitième place. D'année en année, la petite équipe chargée de l'écriture des suites de concours et pilotée par Tangi et Kenan Sicard gagne en maturité. L'orientation musicale se précise et s'affirme : réaliser la synthèse entre une tradition musicale bretonne et une présentation contemporaine de la musique de bagad. Les choix d’écriture sont complétés par une recherche d’esthétique sonore (timbres, gammes, accords des instruments et cohésion).

### Les créations scéniques

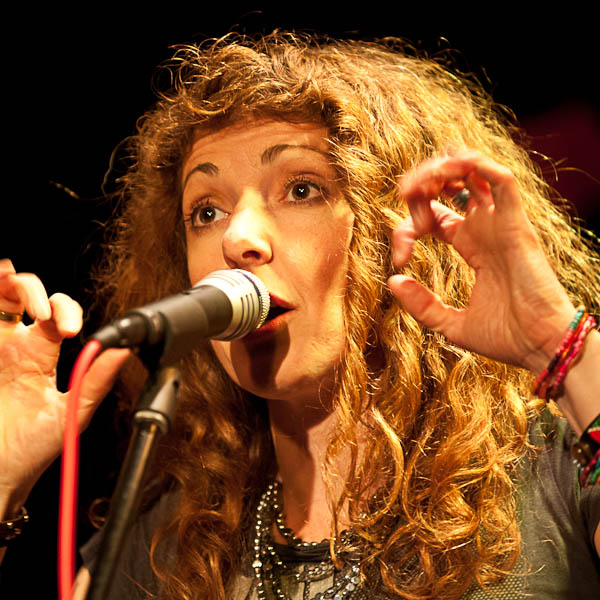
Nolwenn Korbell chante dans le spectacle Hepken.

Après sept années de compétition parmi les meilleurs bagadoù, le bagad souhaite s’affranchir, le temps d’une création, du règlement contraignant de la BAS. Le concert/spectacle Hepken (« seulement ») voit le jour en avril 2003 sur la scène du Triskell à Pont-l’Abbé. Les danseurs du cercle Ar Vro Vigoudenn, la chanteuse Nolwenn Korbell, le contrebassiste Julien Le Mentec et le guitariste Yann-Guirec Le Bars accompagnent le bagad. Cette première création fait progresser l’ensemble dans sa capacité à s’approprier la scène et à exprimer sa musique. Le bénéfice apparaît en février 2004, au concours de Brest, en atteignant la deuxième place avec un répertoire imposé qui l’a inspiré : le terroir bigouden. Pour la première fois, le bagad se présente à la finale du championnat à Lorient avec l’espoir d’un premier titre : terminant derrière le Bagad Kemper, la déception est aussi source de motivation pour la suite. Le bagad compte désormais plus de cinquante musiciens et la création d’un bagad école, le Bagadig, permet aux élèves de participer aux concours de cinquième catégorie et d’animer les fêtes locales. En 2005 et 2006, le bagad prend les quatrième et cinquième places du Championnat.

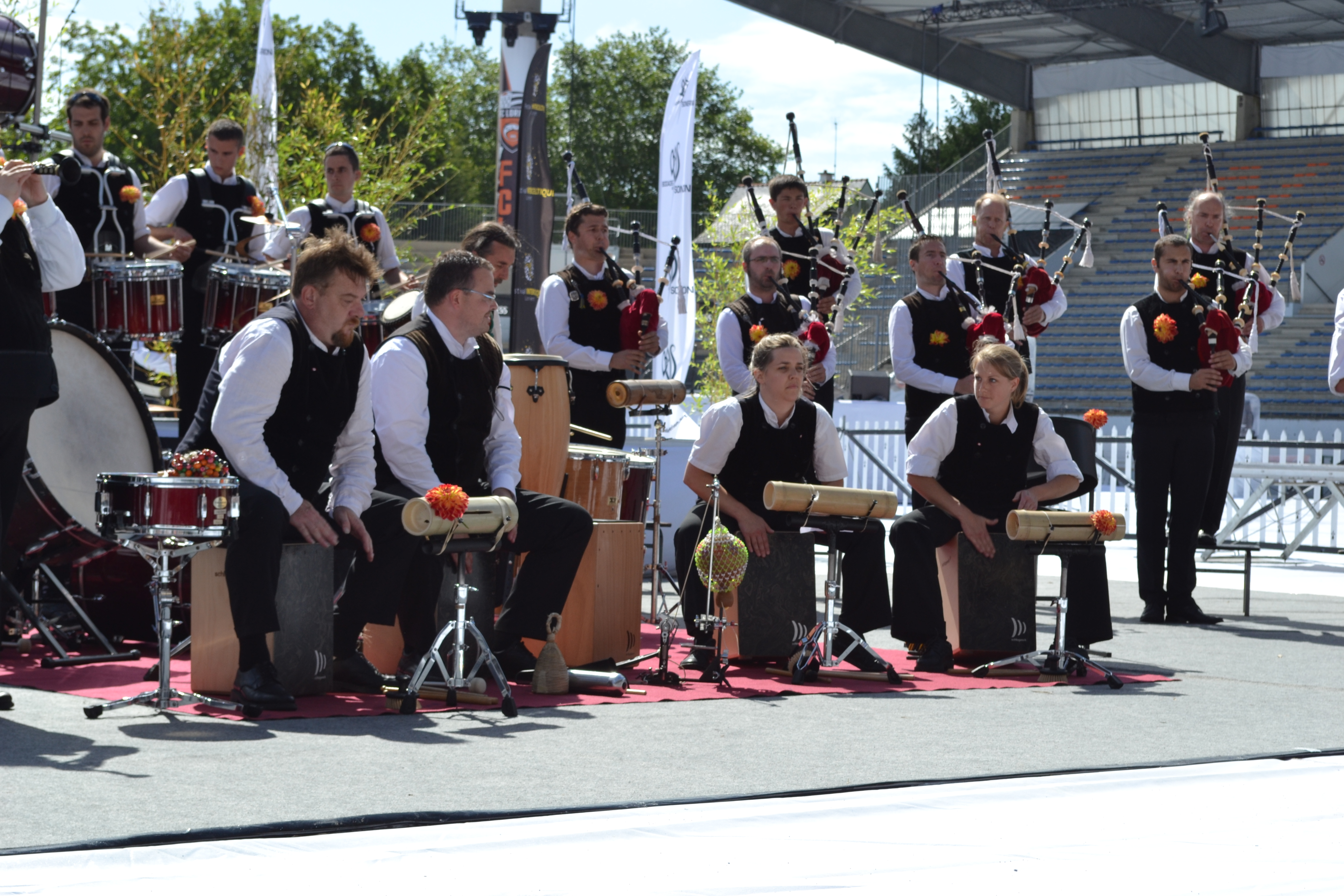
Les percussions en concours en 2012, enrichies depuis l'arrivée de Dominique Molard en 2006.

Le succès de Hepken a suscité d’autres envies, au sein du bagad, mais aussi chez les organisateurs de la Fête des Brodeuses qui passent commande d'un nouvel opus pour juillet 2006. Le bagad et le cercle se rapprochent du chanteur kabyle Farid Aid Siameur, installé à Plomeur et créateur du groupe celto-berbère Taÿfa. La création Ijin est également jouée par le saxophoniste Julien Ryo et le percussionniste Dominique Molard qui apportent une palette sonore plus colorée. Damien Malardé, qui a rejoint le pupitre bombardes en 2001, en prend la direction. Cette nouvelle création obtient la carte blanche du Festival Interceltique de Lorient début août. Elle sera donnée au Zénith de Clermont-Ferrand à l'occasion de la Saint-Patrick 2007. Ijin booste à nouveau les capacités du bagad et produit les mêmes effets qu’en 2004 ; une deuxième place aux concours de Brest et de Lorient. Ce résultat conduit les responsables musicaux à plus d'exigence encore dans les choix esthétiques et à épurer le discours musical. Début 2008, sur un répertoire du Pays vannetais, Cap Caval l'emporte d'une courte tête, au concours de Brest, devant Kevrenn Alré et décroche son premier titre de Champion de Bretagne à Lorient. L’apport de l’inventivité de Dominique Molard au pupitre percussions fera école dans la plupart des bagadoù, ouvrant ainsi la voie à une nouvelle approche de la rythmique pour plus de musicalité et de relief. Les jeunes du Bagadig avaient montré la voie : ils remportent le 14 juillet à Carhaix le titre de Champion de Bretagne de cinquième catégorie.

### La confirmation de toutes les formations

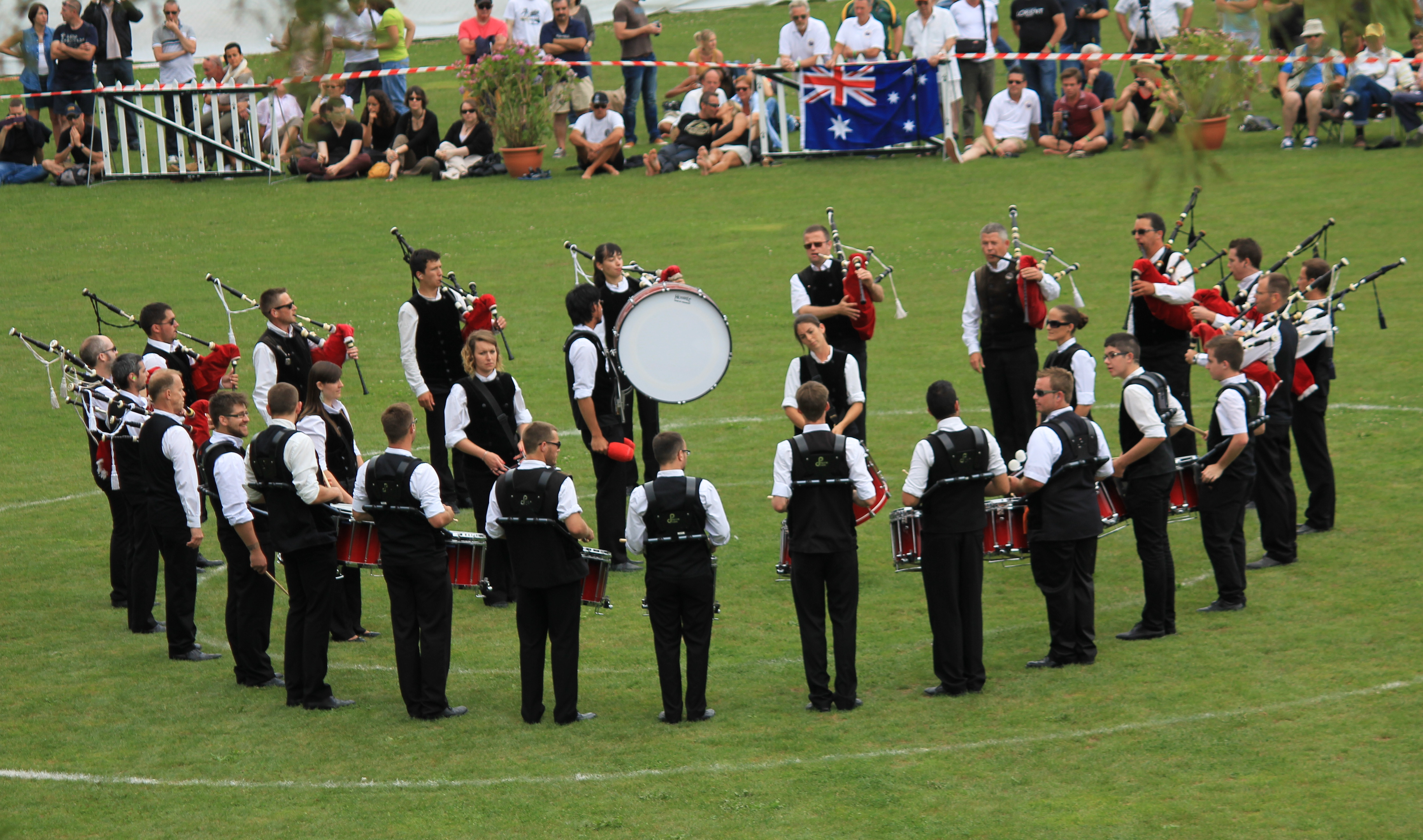
Le groupe en formation de pipe band lors du festival interceltique de Lorient 2014.

Au lendemain de la victoire lorientaise, les sonneurs de cornemuse et les batteurs se rendent à Glasgow en Écosse pour participer au Championnat du monde de pipe band. En 1995, une première expérience « pipe band » est tentée au concours de Lokoal-Mendon, remporté par Cap Caval. Dès 1996, le Pipe Band Cap Caval se confronte aux autres ensembles, en troisième catégorie (Grade 3). La qualité de sa prestation lui ouvre les portes du Grade 2. Il concourt dans cette catégorie en 1997, 2000, 2002, 2004 et 2006, se classant à chaque fois dans les six meilleurs ensembles (sur 25 à 30 concurrents). En 2008, il remporte cette fois la compétition et rentre en Bretagne auréolé du titre de Champion du Monde de sa catégorie. Dès lors, Cap Caval est convié par la Royal Scottish Pipe Band Association (RSPBA) à concourir dans la prestigieuse Grade 1. Il s’y présente en 2009, 2010 et 2012 avec des résultats le situant aux alentours de la vingtième place sur une trentaine d’ensembles. Le grand défi est la qualification pour la finale qui regroupe les douze meilleurs pipe bands.
Le Bagad Cap Caval remporte le Championnat de Bretagne en 2009 et 2010, devançant de nouveau la Kevrenn Alré puis le Bagad Kemper. En juillet 2010, il est l’invité du Festival de Cornouaille pour un concert « carte blanche » sur la grande scène Gradlon. Il y présente Ololé, reprise des opus qui ont fait les succès des années précédentes et invite notamment le Pipe Band d’Inveraray, un des meilleurs ensembles du monde. Le chanteur Farid Aid Siameur, présent pour cette création, invite à son tour le bagad à accompagner le groupe Taÿfa pour plusieurs concerts. Le concert Beo enregistré en 2013 à Pont-l’Abbé, est une nouvelle rencontre avec le public bigouden. Ce nom illustre la vitalité du groupe et le spectacle est porté par les trois formations : Yaouankiz (créé en 2011 pour les débutants de l’école de musique), Bagadig et Bagad. En 2014, le Bagad Cap Caval fête ses 30 ans et l'année suivante il redevient Champion de Bretagne 2015 en occupant les premières places des concours. En 2016, puis en 2017 et aux deux concours de 2018, il conserve son titre à chaque fois face au Bagad Kemper. Il récidive en 2019, toujours devant le Bagad Kemper et le Bagad Kerlenn Pondi (Pontivy), ces trois bagadoù devançant largement les autres concurrents.

## Fonctionnement

### Structure
Liste des présidents :
- 1984-1987 Denis Daniel
- 1987-1989 Françoise Daniel-Le Gall[21]
- Florence Le Floc'h
- Jean-Luc Billien
- Géraldine Ronarc'h-Sicard
- Hervé Le Floc'h
- Jean-Yves Boennec
- 2001-... Kenan Sicard

Le Bagad Cap Caval est organisé sous la forme d'une association loi de 1901, créée en 1984, et compte 130 membres dont 80 jeunes en formation en 2012. Le groupe fait par ailleurs partie de la BAS 29, la section du Finistère de la Bodadeg ar Sonerion.
Le financement des activités est assuré par les cotisations des membres, des subventions, des recettes des albums et des produits dérivés. En 2012, les subventions représentent 3 % du budget qui s'élève au total à 60 000 €. Pour conforter ces ressources et créer une synergie avec les acteurs économiques locaux, le bagad fait appel au mécénat d'entreprise.

### Le groupe principal
Le groupe principal, le « Bagad Cap Caval », comporte une soixantaine de musiciens répartis en quatre pupitres, chacun réunissant les joueurs d'un même instrument (biniou, bombarde, caisse claire et percussions). Il évolue en première catégorie du championnat national des bagadoù et du championnat mondial des pipe bands. Ainsi, il possède également une déclinaison « Pipe Band » qui joue de la musique écossaise.
La tenue vestimentaire choisie par le bagad est celle du paysan Bigouden : le gilet sans manches de velours noir, la chemise blanche sans col et le pantalon noir. Christian Le Roy, bulbiculteur possédant l'entreprise Florimer à la Torche et fervent admirateur du bagad, imagine pour la création Hepken en 2003, le dahlia Hepken, aux couleurs du Pays Bigouden (rouge, orange et jaune), que depuis les musiciens du bagad arborent fièrement à leur jiletenn.

### Les autres ensembles et la formation

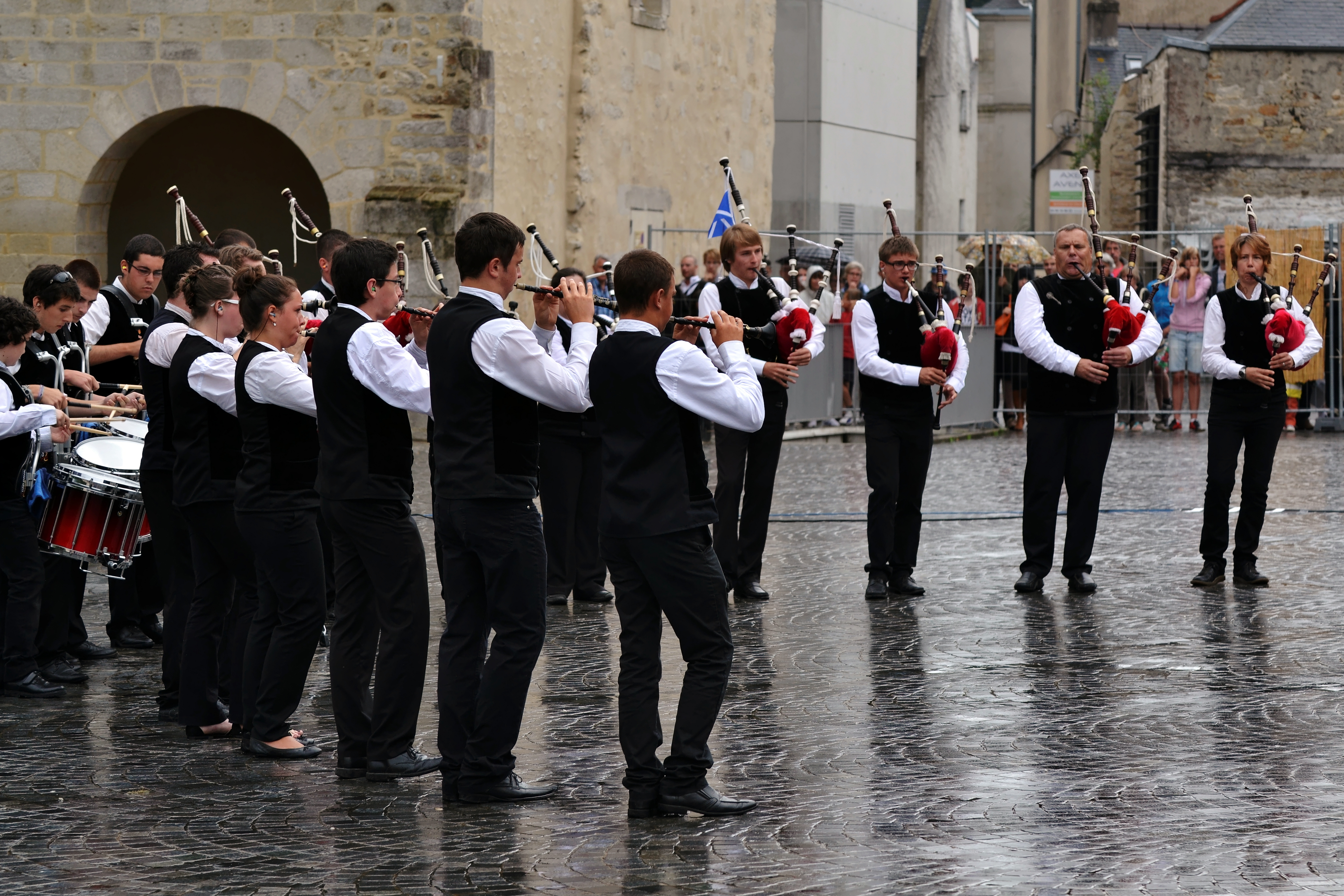
Prestation du Bagadig au concours de 3e catégorie à Quimper en 2013.

L'ensemble assure des activités de formation à hauteur d'une vingtaine d'heures de cours hebdomadaires. Quatre-vingt élèves bénéficient des conseils d'enseignants professionnels de Bodadeg ar Sonerion et des bénévoles qualifiés du Bagad. En 2012, dans les groupes, la moyenne d'âge des Yaouankiz est de 11 ans et celle du Bagadig est de 19 ans.
Le « Bagadig Cap Caval » est un bagad école créé en 1995. Depuis 2010, il concourt en troisième catégorie, dont il remporte le Championnat 2012. Il participe à différentes fêtes et festivals en Bretagne.
L'ensemble « Yaouankiz », créé en 2010, permet aux plus jeunes de l'école de musique de faire leurs premiers pas dans le monde de la musique de bagad. Il participe au concours de cinquième catégorie et se produit en public. Une cinquantaine d'élèves assistent aux cours.

## Productions artistiques

### Créations scéniques
Lors de ses créations, le Bagad Cap Caval est amené à collaborer avec le cercle celtique Ar Vro Vigoudenn (Pont-l’Abbé), le pipe band Inveraray (Écosse), le groupe celto-berbère Taÿfa...
- Hepken (2003, 9 représentations)[n 5]
- Héritage d’une culture (Festival de Cornouaille, 2 représentations)
- Spered (Festival de Cornouaille, ouverture des Européades)
- Ijin (« Imagine », 2006-2008)
- Ololé (2009-2010)[n 6]
- Lioù Tan (« Couleurs de feu », 2011-2012)
- Beo (« Vivant », 2013)
- Tan De'i (« Allons-y ! », 2014)

#### Lieux de représentation

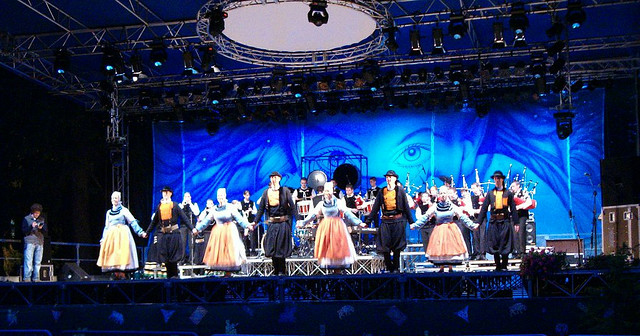
Festival Celtica en Italie en 2005

- Allemagne (1992), Hongrie (1995), Canada (Île-du-Prince-Édouard en 2011)[24]
- Royaume-Uni : Île de Man (1991), Pays de Galles (Saint-David en mars 2011)
- Écosse : Piping Hot Festival (Glasgow), Celtic Connections (Glasgow Royal Concert Hall en 2009)
- Irlande et Irlande du Nord : traversée inaugurale du Pont-Aven (Roscoff-Cork), William Kennedy Piping Festival (Armagh en 2008)
- Italie : Festival Celtica (Val Vény), Busto Folk (Milan)
- Espagne : Gijón (Asturias en 2011)
- France : les Polymusicales (Avignon), les Estivales (La Rochelle), ouverture de la Coupe du monde de football de 1998 (Saint-Denis), Festival d'Île-de-France, fête de la Saint-Patrick (Zénith de Clermont-Ferrand)
- Bretagne : Festival interceltique de Lorient, Festival de Cornouaille (Quimper), Douarnenez 2004 (Douarnenez), Championnat de Bretagne des sonneurs par couple (Gourin), Fête des brodeuses (Pont-l’Abbé), Le Quartz (Brest), Espace Glenmor (Carhaix), Festival Yaouank (Rennes)

### Discographie

Logo, du live Hepken jusqu'à 2020

- 1996 : Bagad Cap Caval (Declic Communication/Sony Music)
- 2002 : Brezhoneg 'Raok (Coop Breizh)
- 2004 : Hepken Live (Coop Breizh) Bravo! Trad Mag
- 2006 : Ijin (DVD, Coop Breizh) avec le cercle celtique Ar Vro Vigoudenn
- 2008 : Ololé ! (CD/DVD, Coop Breizh)
- 2011 : Lioù Tan (Coop Breizh)
- 2011 : Enregistrement Live en Pays Bigouden avec Taÿfa (Coop Breizh)
- 2014 : Beo ! (Coop Breizh)
- 2016 : Tan De'i ! (Coop Breizh)
- 2020 : Stil (Coop Breizh)

#### Compilations

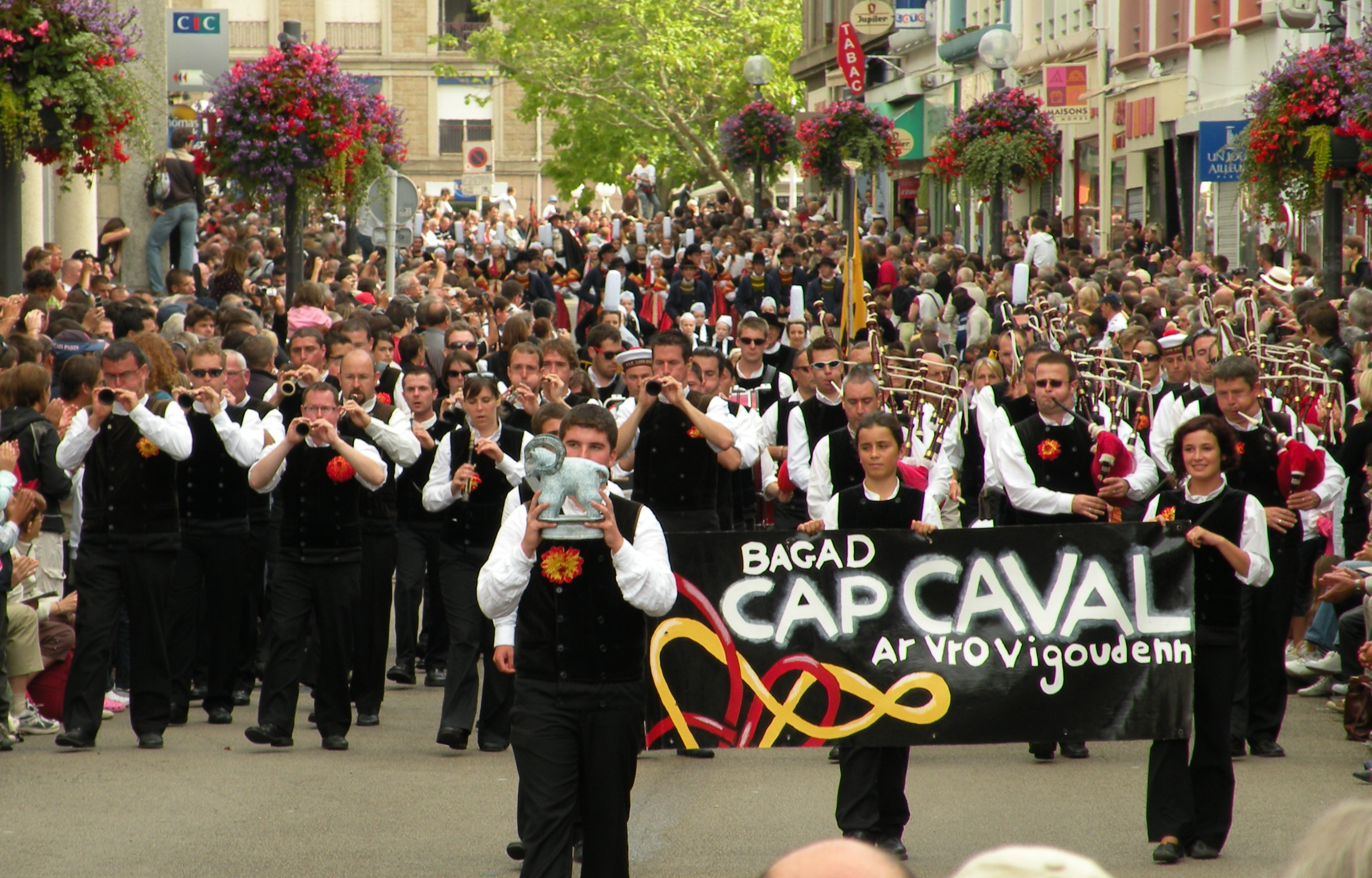
Le groupe venant de remporter le « maout » en 2009.

- Compilation annuelle du Championnat des Bagadoù (Sonerion)
- 1996 : Le Grand Fest Noz (Declic Communication/EMI Music)
- 2002 : Bagadoù, l’anthologie (Coop Breizh)
- 2004 : Au Cœur de la Musique Bretonne – volume 2 (Coop Breizh)
- 2005 : La Légende des Celtes (Wagram Music)
- 2006 : Bagadoù, l’anthologie II (Coop Breizh)
- 2006 : La Légende des Celtes II (Wagram Music)

## Résultats en championnat

### Palmarès
| Titres en tournois de bagadoù | Titres en tournois de pipe band                                                        | Autres titres |
| - Championnat national des bagadoù : - Vainqueur : - 4e catégorie : 1985 - 3e catégorie : 1986 et 1994 - 2de catégorie : 1995 - 1re catégorie : 2008, 2009, 2010, 2015, 2016, 2017, 2018, 2019, 2023, 2024 | - Championnat mondial des pipe bands : - Vainqueur : - Grade 3 : 1996 - Grade 2 : 2008 | - Trophée Menez Meur : - Vainqueur : 1999, 2005, 2006, 2008, 2009, 2010 - Trophée Ronsed Mor à Locoal-Mendon : - Vainqueur : 1995 |

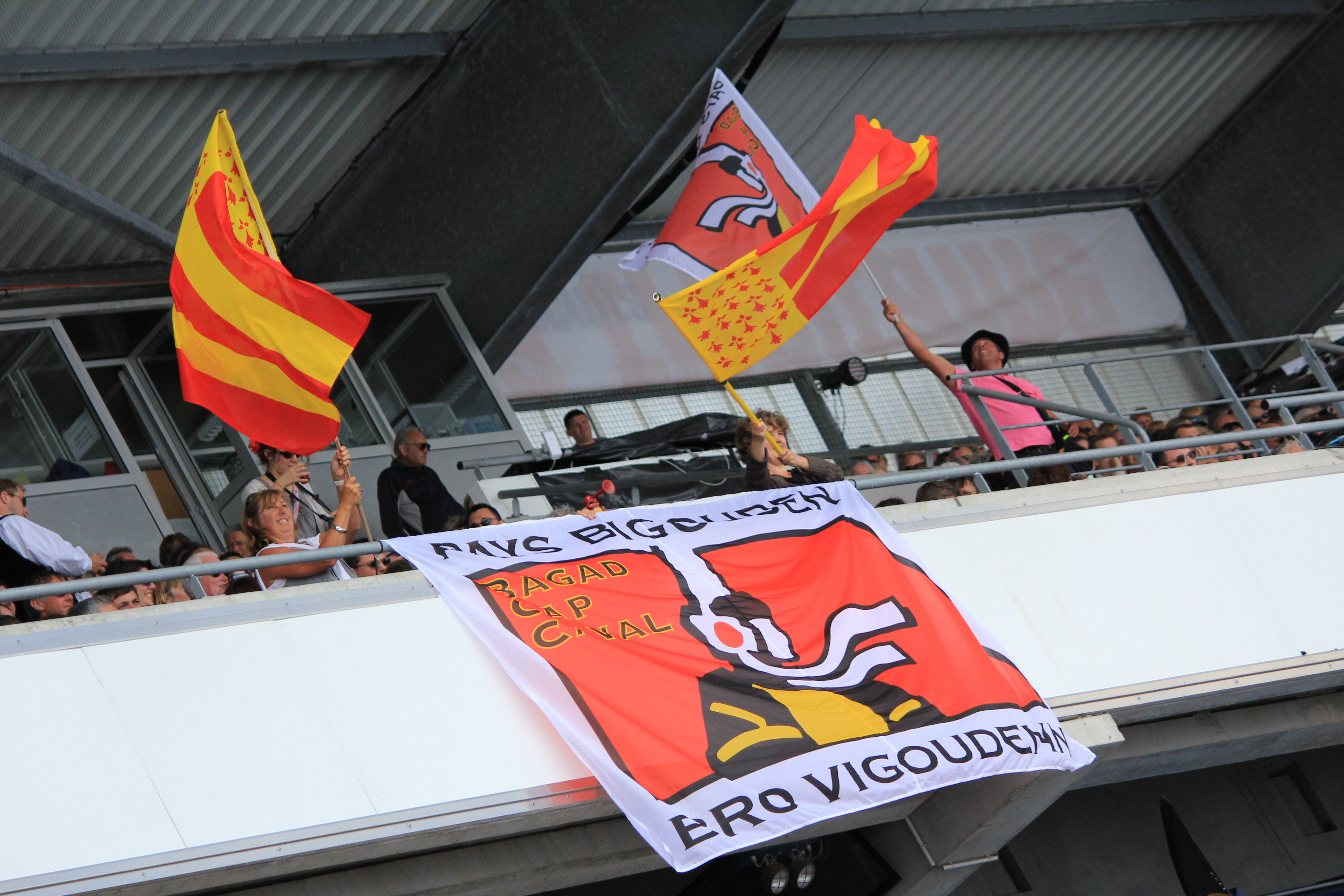
Supporteurs du bagad à Lorient en 2012

### Championnat national des bagadoù
- Vice-champion de Bretagne (1re cat) : 2004, 2007, 2011, 2012, 2013 et 2014.

### Championnat mondial des pipe bands
Le championnat du monde des pipe bands est organisé chaque année à Glasgow, en août, par la RSPBA.
- 1996 : 5e en Grade 3
- 1997 : 7e en Grade 2
- 2000 : 8e en Grade 2
- 2002 : 6e en Grade 2
- 2004 : 3e en Grade 2
- 2006 : 6e en Grade 2, meilleur ensemble basse-ténor
- 2008 : Champion du monde de Grade 2
- 2010 : 9e aux qualifications en Grade 1
- 2012 : 11e aux qualifications en Grade 1